# Beesten (Nedersaksen)
Beesten is een gemeente in de Duitse deelstaat Nedersaksen. De gemeente maakt deel uit van de Samtgemeinde Freren in het landkreis Emsland. Beesten telt 1.640 inwoners.
In het dorp staat een bezienswaardige kerk, gewijd aan Sint Servaas.

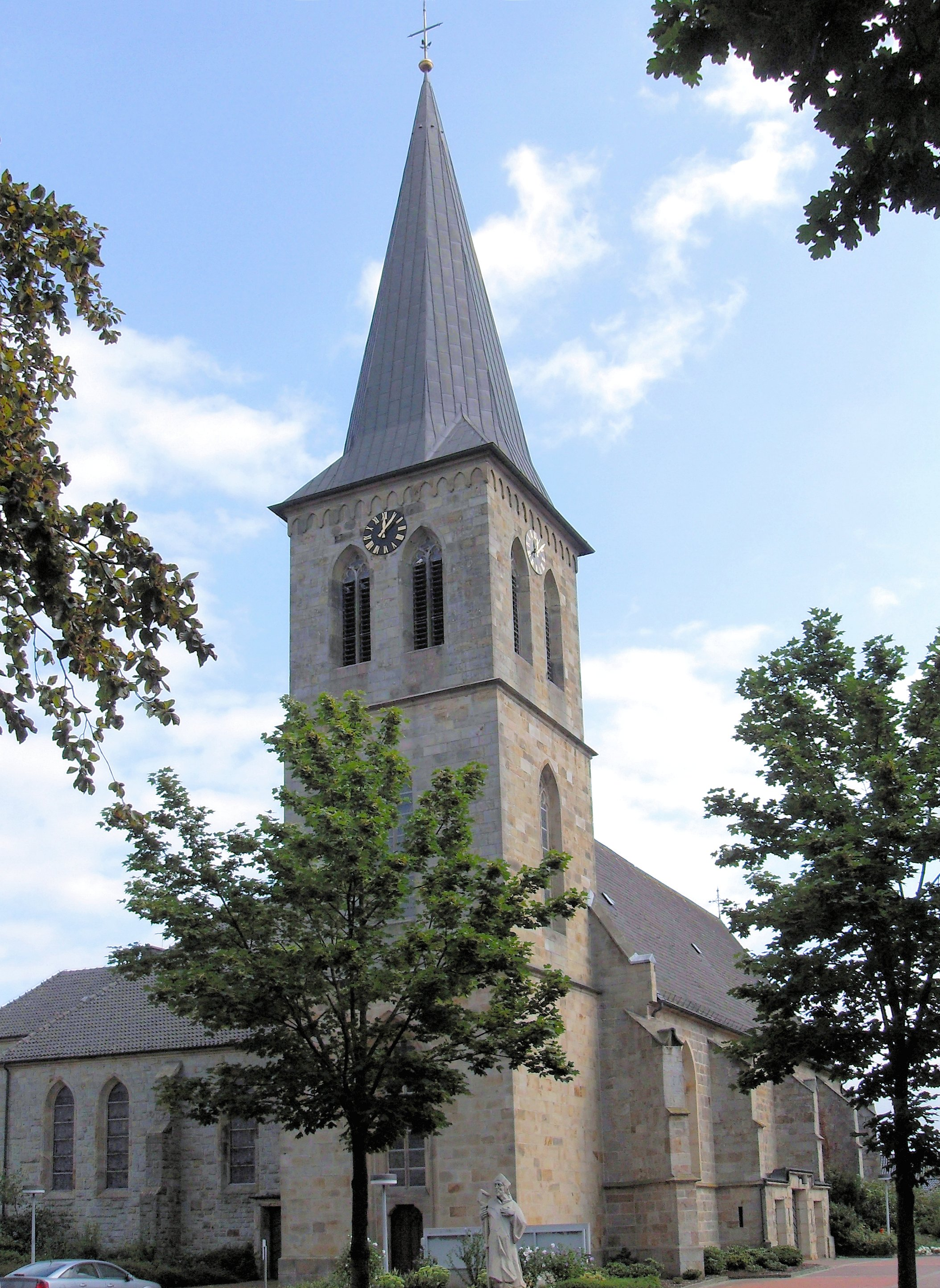
Sint-Servaaskerk, Beesten

Het grootste bedrijf van het dorp is een landbouwmechanisatiebedrijf annex machinefabriek met in 2021  circa 200 werknemers.
Voor meer gegevens zie onder Samtgemeinde Freren.
- Gemeinsame Normdatei: 5145577-8
- Virtual International Authority File: 149750373
- WorldCat: E39PBJkdhPBHBQ4qBGHjhmwQv3

Andervenne ·
Bawinkel ·
Beesten ·
Bockhorst ·
Börger ·
Breddenberg ·
Dersum ·
Dohren ·
Dörpen ·
Emsbüren ·
Esterwegen ·
Freren ·
Fresenburg ·
Geeste ·
Gersten ·
Groß Berßen ·
Handrup ·
Haren (Ems) ·
Haselünne ·
Heede ·
Herzlake ·
Hilkenbrook ·
Hüven ·
Klein Berßen ·
Kluse ·
Lähden ·
Lahn ·
Langen ·
Lathen ·
Lehe ·
Lengerich ·
Lingen ·
Lorup ·
Lünne ·
Meppen ·
Messingen ·
Neubörger ·
Neulehe ·
Niederlangen ·
Oberlangen ·
Papenburg ·
Rastdorf ·
Renkenberge ·
Rhede ·
Salzbergen ·
Schapen ·
Sögel ·
Spahnharrenstätte ·
Spelle ·
Stavern ·
Surwold ·
Sustrum ·
Thuine ·
Twist ·
Vrees ·
Walchum ·
Werlte ·
Werpeloh ·
Wettrup ·
Wippingen